# Клара Цахинова
Клара Цахинова (чеськ. Klára Cahynová; нар. 20 грудня 1993, Злін, Чехія) — чеська футболістка, півзахисниця іспанської «Севілья» та національної збірної Чехії.

## Життєпис
Футбольну кар'єру розпочала в «Словацко» з міста Угерске Градіште, в південно-східній Чехії. У 2011 році перейшла в празьку «Славію», у футболці якої чотири рази вигравала чемпіонат Чехії та двічі ставала володаркою кубку Чехії. Найбільшим успіхом на міжнародному рівні став вихід у чвертьфінал жіночої Ліги чемпіонів УЄФА 2015/16, де пражанки поступилася «Олімпіку Ліон». З 2014 по 2016 рік виступала за Університет Північно-Західного Огайо в США. У січні 2018 року приєдналася до команди німецької Бундесліги «Турбіне» (Потсдам). Влітку 2020 року повернулася до празької «Славії». Під час літнього трансферного вікна сезону 2021/22 років перейшла до клубу іспанського Прімера Дивізіону «Севілья»
У футболці національної збірної Чехії дебютувала 3 червня 2011 року в товариському матчі проти Нігерії.
| Змагання             | Стадія       | Дата       | Місце | Суперник           | Голи | Результат | Підсумковий |
| -------------------- | ------------ | ---------- | ----- | ------------------ | ---- | --------- | ----------- |
| чемпіонат світу 2015 | кваліфікація | 2014–04–26 | Опава | Естонія            | 1    | 6–0       | 2           |
| чемпіонат світу 2015 | кваліфікація | 2014–06–18 | Прага | Північна Македонія | 1    | 5–2       | 2           |

## Досягнення
- Чемпіонат Чехії
  -  Чемпіон (4): 2014, 2015, 2016, 2017

- Кубок Чехії
  -  Володар (2): 2014, 2016